# Jacek Niwelt

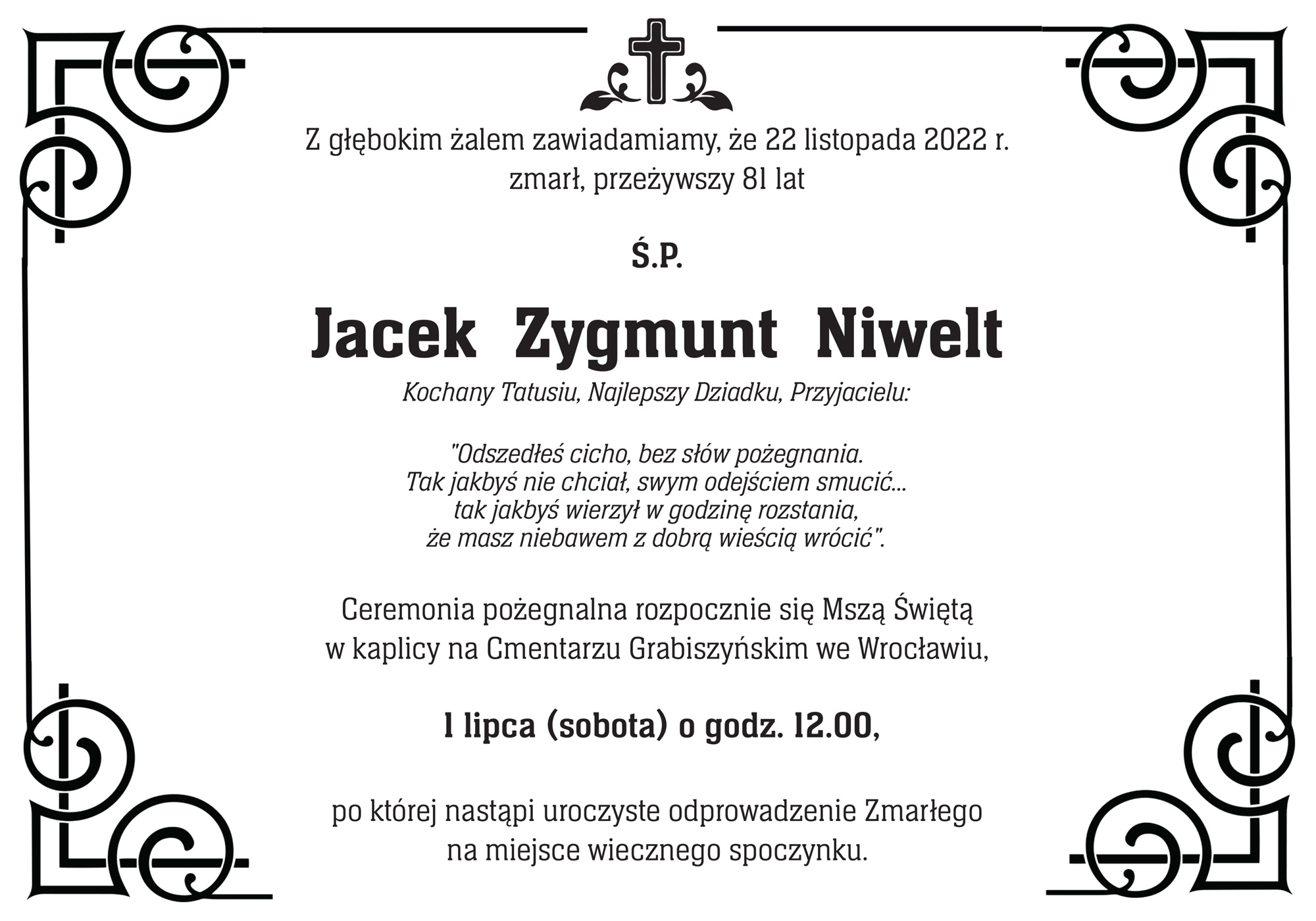

Jacek Niwelt (ur. 31 sierpnia 1941 w Tarnowie, zm. 22 listopada 2022) – polski muzyk, skrzypek, koncertmistrz, wykonawca muzyki poważnej.
W 1965 ukończył studia w Akademii Muzycznej w Krakowie. Od 1965 do 1982, koncertował we Wrocławiu (Filharmonia wrocławska), Krakowie, Wałbrzychu. W 1982 wyjechał do Hiszpanii, gdzie stał się bardzo popularny (dawał koncerty w całym kraju). Nagrywał muzykę dla radia i telewizji hiszpańskiej. Występował u boku tak znanych muzyków jak Conrado del Campo i Baldomero Fernández. Jego nazwisko stało się znane m.in. w Ameryce Południowej, gdzie również koncertował.
Wykładał w szkole w Avilés. Nauczał również w innych szkołach miasta Oviedo i okręgu Asturias. Był ojcem informatyka Jacka Niwelta Jr., zamieszkałego również w Hiszpanii.